# Inverbervie
Inverbervie, en scots : Inbhir Biorbhaidh ou Biorbhaigh, est un village d'Écosse, situé au sud de Stonehaven en Aberdeenshire.